# Beginning
Beginning (georgià: დასაწყისი, dasats'q'isi, Dasatskisi) és una pel·lícula dramàtica georgiana i francesa del 2020, dirigida per Dea Kulumbegashvili, sobre l'esposa d'un líder dels testimonis de Jehovà que es desil·lusiona amb la seva vida en una comunitat religiosa patriarcal després que el seu espai de culte sigui bombardejat per extremistes violents. Va formar part de la selecció oficial del 73è Festival Internacional de Cinema de Canes, i es va estrenar al Festival Internacional de Cinema de Toronto 2020, on va guanyar el premi FIPRESCI. Posteriorment, es va projectar i va guanyar premis al Festival Internacional de Cinema de Sant Sebastià i al Festival de Cinema d'Adelaida. S'ha doblat i subtitulat al català.
Beginning va rebre crítiques majoritàriament favorables, i la seva direcció ha estat comparada amb la del director austríac Michael Haneke.